# Адриан (Сергакис)
Епи́скоп Адриа́н (греч. Επίσκοπος Αδριανός, в миру Иоаннис Сергакис, греч. Ἰωάννης Σεργάκης, после принятия священства носил имя Николай, Νικόλαος; род. 16 июля 1952, Дерекёй, Гёкчеада, Турция) — архиерей Константинопольской православной церкви, епископ Галикарнасский, викарий Константинопольской архиепископии (с 2015).

## История
Служил диаконом в Стамбуле. В 1994—1997 годы служил настоятелем храма Благовещения пресвятой Богородицы в Манчестере (Англия), после чего уехал в США. Служил приходским священником в США, Австралии.
С 2003 до февраля 2013 годы служил настоятелем храма Благовещения пресвятой Богородицы в Манчестере (Англия). Имел звание великого архимандрита Вселенского Престола.
Затем перешёл в клир Имврийской и Тенедской митрополии. Кроме того служил настоятелем храма в деревне Агридия Леросской митрополии.
7 июля 2015 года Священным Синодом Константинопольского Патриархата единогласно избран епископом Галикарнасским, викарием Константинопольской архиепископии. Ему было поручено окормление благочиния Фанар-Золотой Рог Константинопольской архиепископии.
26 июля 2015 года в митрополичьем Богородицком храме на Имвросе состоялась его хиротония в титулярного епископа Галикарнасского, викария Константинопольской архиепископии с наречением имени Адриан. Хиротонию совершили: Патриарх Константинопольский Варфоломей, митрополит Имврский и Тенедский Кирилл (Драгунис) и епископ Аморийсий Никифор (Психлудис).